# Bố Đại, Gia Nghĩa

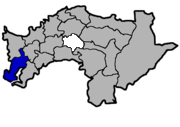
Vị trí tại huyện Gia Nghĩa

Bố Đại (tiếng Trung: 布袋鎮; bính âm: Bùdài Zhèn) là một trấn của huyện Gia Nghĩa, tỉnh Đài Loan, Trung Hoa Dân Quốc (Đài Loan). Trấn nằm ở ven biển phía tây và được hình thành từ một làng đánh cá. Trấn nằm ven sông Bát Chưởng và thuộc về đồng bằng Gia Nam. Tổng diện tích của trấn là 61,7307 km², dân số vào tháng 8 năm 2011 là 29.761 người thuộc 10.147 hộ gia đình, mật độ cư trú đạt 482,1 người/km².